# Некрашевич, Степан Михайлович
Степа́н Миха́йлович Некраше́вич (бел. Сцяпан Міхайлавіч Некрашэвіч, 8 мая 1883 года — 20 декабря 1937 года) — белорусский учёный-языковед и общественный деятель, инициатор создания и первый председатель Института белорусской культуры (ныне Национальная академия наук Беларуси), академик Белорусской Академии наук. Вместе с И. В. Волк-Леоновичем и Е. Ф. Карским входит в число основоположников современного белорусского языка.

## Биография

Герб «Любич».

Родился в семье шляхтичей: Михаила Павловича Некрашевича, занимавшегося сельским хозяйством, и его жены Евы Дмитриевны. Сестра — Анна, по мужу Аканович, впоследствии учительница в Нью-Йорке. Род Некрашевичей (герба «Любич») известен с XVII в. и происходит из Слуцкого княжества.
В 1908 году С. Некрашевич окончил учительскую семинарию в г. Паневеж Ковенской губернии (ныне Паневежис, Литва). Работал учителем начальной школы в Тельшинском уезде Ковенской губернии, в школе «Общества трезвости» в Вильно. В 1913 году окончил заочно Виленский учительский институт и получил назначение на должность учителя в школе местечка Дагоза Двинского уезда Витебской губернии.
Во время Первой мировой войны в 1914—1918 гг. служил в армии, был на Румынском фронте. После демобилизации жил в г. Одесса, после провозглашения БНР в 1918 г. — её представитель на Юге Украины. 2 года учился в Одесском высшем международном институте, работал в губернском отделе народного просвещения.
В 1920 г. переехал в Минск. В 1922 г., являясь председателем научно-терминологической комиссии Народного комиссариата просвещения БССР, выступил с предложением создать Институт белорусской культуры, участвовал в его организации и преобразовании в 1928 г. в Академию наук. В 1925-26 гг. находился на повышении научной квалификации в Научно-исследовательском институте языка и литературы при Ленинградском университете.
Академик, вице-президент Белорусской Академии наук (с 1928 г.). Научные труды — по диалектологии, лексикографии, орфографии и др. Разработал теоретические основы и принципы создания диалектологических словарей белорусского языка. Автор белорусско-русского (1925) и русско-белорусского (1928) словарей (вместе с Николаем Яковлевичем Байковым).
21 июля 1930 г. был арестован по делу «Союза освобождения Беларуси», постановлением ОГПУ СССР приговорен к 5 годам ссылки в г. Сарапул (Удмуртия); затем срок ссылки был увеличен на 2 года. В ссылке работал плановиком-экономистом, бухгалтером.
Жена — Мария Сергеевна Тиманькова.
В ноябре 1937 года повторно арестован и в декабре расстрелян.
12 октября 1957 года реабилитирован Военной коллегией Верховного Суда СССР (по второму приговору), в 1978 восстановлен в учёном звании академика, в 1988 реабилитирован Верховным Судом БССР (по первому приговору).

## Научная деятельность
Основные направления исследований С. Некрашевича — лексикография, правописание, диалектология и история белорусского языка. Опубликовал более 30 научных работ, в том числе 4 монографии и словари. Автор первого послереволюционного «Беларускага лемантара» (1922 г., 6-е издание — 1929), школьной газеты «Роднае слова» (1923, 4 издание — 1925), соавтор букваря для ликвидации неграмотности среди взрослых «Наша сіла — ніва і машына» (1925).
Важнейшей работой в области лексикографии — «Беларуска-расійскі слоўнік» (1925), «Расійска-беларускі слоўнік» (1928, оба — вместе с Н. Я. Бойковым); «Праграма для збірання асаблівасцей беларускіх гаворак і гаворак, пераходных да суседніх моў» (1927, вместе с П. А. Бузуком).
Работы в области истории белорусского языка: "Мова кнігі Касьяна Рымляніна Ераміты «О ўставах манастирских» (1928); «Васіль Цяпінскі. Яго прадмова, пераклад Евангелля на беларускую мову і мова перакладу» (не опубл.).
Вкладом в развитие белорусского языкознания были и другие научные публикации: «Правапіс спрэчных дзеяслоўных форм» (1922), «Да пытання аб укладанні слоўніка жывой беларускай мовы» (1925); «Да пытання пашырэння акання на чужаземныя словы» (1926), «Да характарыстыкі беларускіх гаворак Парыцкага раёна» (1929), «Праект беларускага правапісу» (1930), доклады на Академичной конференции по реформе белорусского правописания и азбуки 1926 г. «Сучасны стан вывучэння беларускай мовы» и «Да пытання аб рэформе нашага правапісу» (1927). Состоянию культуры и науки в Беларуси в 1920-я гг. посвящены артикулы «Становішча культурна-асветных устаноў Беларусі пры непе» (1924), «Да пяцігадовага плана навукова-даследчай працы БССР» (1928).

### Основные публикации
- Праграма для збірання асаблівасцей белорусскіх гаворак і гаворак, пераходных да суседніх моў. Мн., 1927 (с П. А. Бузуком).
- Расійска-беларускі слоўнік. Мн., 1928 (с Н. Я. Байковым).
- Да характарыстыкі белорусскіх гаворак Парыцкага раёну. Мн., 1929.
- Беларуска-расійскі слоўнік. Мн., 1993 (с Н. Я. Байковым).
- Выбраныя навуковыя працы акадэміка С. М. Некрашэвіча. Мн., 2004.

## Память

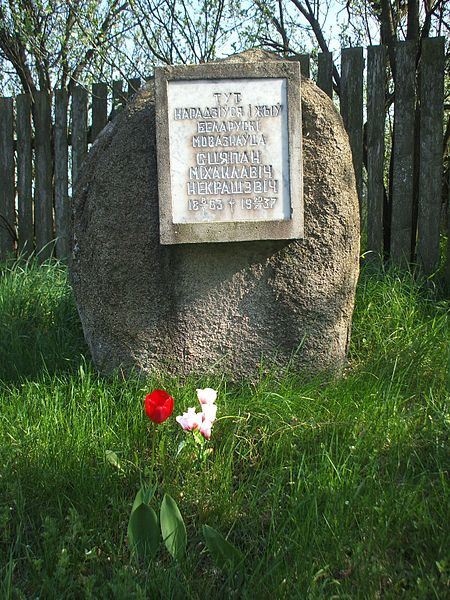
Памятный знак в Даниловке (Светлогорский район)

- В Даниловке (Светлогорский район) на месте бывшего фольварка Некрашевичей установлен памятный знак (1993).
- В 1998 году в здании в Минске, где находился Институт белорусской культуры, а затем первоначально размещалась Белорусская Академия наук, установлена мемориальная доска с именами выдающихся учёных — сотрудников института и первых академиков, среди которых — С. Некрашевич.
- Скульптурный эскиз памятника С. Некрашевичу — в картинной галереи «Традыцыя» имени Германа Прянишникова (Светлогорск, скульптор — Эдуард Астафьев).
- К 125-летию со дня рождения С. Некрашевича Министерство связи и информатизации Республики Беларусь издало художественный маркированный конверт, ввод в обращение — 8 мая 2008 года.
- В Минске его именем названа одна из улиц.